# Анке, Николай Богданович
Николай Богданович Анке (1803—1872) — заслуженный профессор и декан медицинского факультета Московского университета, тайный советник. Считается автором рецепта анковского пирога, ставшего символом уклада жизни в семье Л. Н. Толстого в Ясной Поляне.

## Биография
Родился 6 (18) декабря 1803 года в Москве, в купеческой семье евангелическо-лютеранского вероисповедания.
Первоначальное образование Анке получил дома, а затем, под руководством дяди — пастора Гейдеке, в московском училище Святого Михаила, находившемся при лютеранской церкви (1813—1818). В 1818 году Николай Анке поступил в Дерптскую гимназию, а в 1821 году был зачислен студентом медицинского факультета Московского университета; через два года перешёл на медицинский факультет Дерптского университета, где и окончил курс в 1827 году. Оставался при университете до 1830 года.
В продолжение университетского курса, Анке много занимался также и предметами филологического факультета. В 1832 году он блестяще защитил в Дерптском университете диссертацию: «De vitiis nonnullis rarioribus cordis observationts quaedam», за которую получил степень доктора медицины. Обширные медицинские познания, выдающиеся способности и самоотвержение молодого врача обратили внимание графа Сергея Григорьевича Строганова в 1831 году, в Риге, где Анке находился в числе врачей, приглашённых для борьбы с эпидемией холеры.
Внимательно наблюдая за ходом эпидемии, он в то же время изучал над выздоравливавшими и последствия холерных заболеваний; результатом его исследований явилось весьма важное сообщение, сделанное им в обществе рижских врачей, «Ueber die Nachkrankheiten der Cholera» помещённое в протоколах общества за 1831 году.
В январе 1833 года Анке переселился в Москву, где поступил на службу палатным ординатором Голицынской больницы.
В 1835 году граф С. Г. Строганов, бывший в это время попечителем московского учебного округа, пригласил его занять кафедру фармакологии, общей терапии, гигиены и учения о минеральных водах. Определённый 31 декабря того же года в Московский университет адъюнктом, Н. Б. Анке в ноябре 1838 года был назначен экстраординарным, а с января 1845 — ординарным профессором; читал курс общей терапии на латинском языке.
Кроме лекций в университете, он преподавал (с 1 августа 1840 по 27 сентября 1843 г.) фармакологию и токсикологию в бывшей Московской медико-хирургической академии, а с 24 января 1848 года занимал должность инспектора над всеми московскими частными учебными заведениями. Фармакологию на латинском языке и рецептуру на русском он также читал в Московском университете.
Лекции Анке посещались студентами весьма охотно, благодаря живому, увлекательному изложению, сопровождавшемуся наглядными опытами лекции по токсикологии, читанные им для врачей в 1848 году, также заключались, главным образом, в опытах, производившихся в присутствии многочисленного собрания врачей и студентов; большинство из этих лекций напечатаны в извлечении в том же году в «Московском врачебном журнале».
С 1850 по 1863 год состоял деканом медицинского факультета. В 1863 году вышел в отставку получив звание заслуженного профессора Московского университета. Награждён орденом Св. Владимира 3-й степени (1864).
По своим обширным и разносторонним познаниям, он принадлежал к числу образованнейших русских врачей своего времени. Получив основательное классическое образование и вполне владея латинским языком, Анке первое время читал лекции по фармакологии и терапии на этом языке; им же составлен для врачей и студентов греко-латинский медицинский словарь; не менее любопытны в филологическом отношении его учёные записки, под заглавием: «Philologisch-medicinische Bemerkungen», появившиеся в Москве в 1846 году.
Его основательное знакомство с химией наглядно видно из обширного исследования о цианистой кислоте и её соединениях, напечатанного в Санкт-Петербурге, в «Pharm. Centralblatt» за 1844 год под заглавием «Ueber Blausäure und ihre Verbindungen».
Из медицинских трудов Анке наиболее заметны: «Beiträge zur Lehre von der Blutbewegung in den Venen, dem Venenpulse und der Abdominal-pulsation» (Москва, 1835); «De Cornelio Celso quaestiones quaedam» (Москва, 1840); «De Hippocratis praeceptis nostra aetate valentibus» (Москва, 1847).
С 1845 году Анке вместе с двумя другими врачами, А. И. Блюменталем и Ю. М. Левестамом, издавал в Лейпциге журнал: «Mittheilungen aus dem Gebiete der Heilkunde» (в нём была помещена его статья «Ueber den Antagonismus zwischen den Lungen und den weiblichen Sexualorganen»).
С 1850 года, все его труды, издававшиеся в России, печатались почти исключительно на русском языке; из них наиболее ценны в научном отношении: «О различии между ломотной лихорадкой и острым ревматизмом, со вступительным обзором ломоты и ревматизмов вообще» (Москва, 1850 г.) и «Замечания об эпидемической дифтеритической жабе» («Московский врачебный журнал» профессора Полунина за 1853 год).
Член Комитета по подготовке празднования 100-летия Московского университета.
В 1856 году в «Московском врачебном журнале» была помещена его речь: «Dii festi atque solennis, quo Alexander II Augustissimus omnium rossiarum Imperator ac Dominas noster clementissimus diadema Caesareum induit, gtatulatio, quam in maximo universitatis mosquensis auditorio, die 31, mens. augusto anni 1856 oratione».

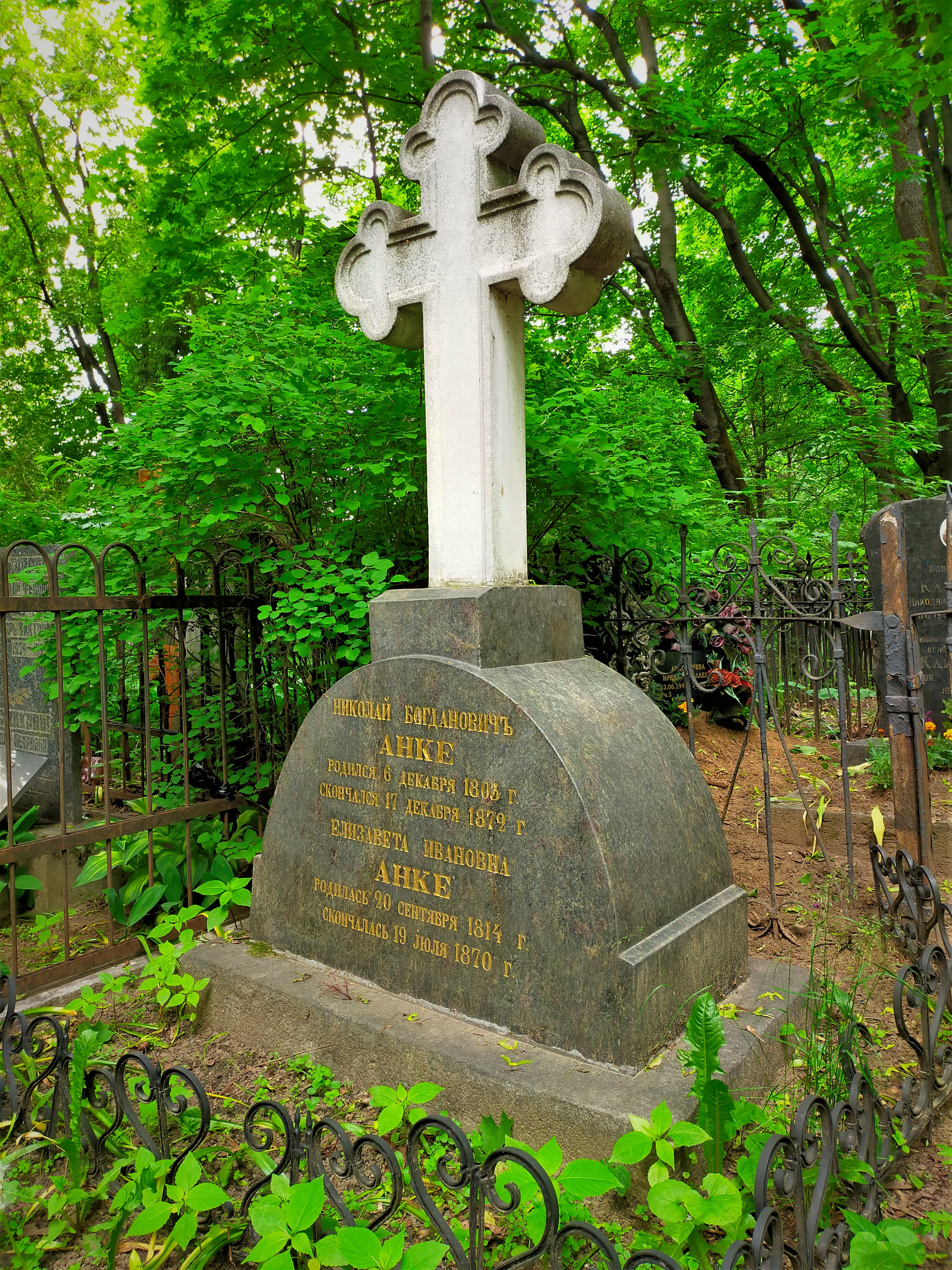
Могила Н. Б. Анке, Введенское кладбище

Огромная услуга, оказанная Анке русской медицине, заключается в следующем. До его деканства Московский университет относился чрезвычайно строго к врачам, искавшим степени доктора медицины, Между тем как бывший Дерптский университет давал эту учёную степень своим воспитанникам довольно легко, выдвигая их, таким образом, на высшие медицинские должности в Российской империи и тем способствуя значительному преобладанию среди врачей немецкого происхождения над русскими. Анке неоднократно указывал ненормальность подобных условий и принял меры к их устранению. Благодаря ему многие русские врачи достигли таких должностей, о которых при прежних условиях и думать не могли. Продолжительные и усидчивые занятия расшатали здоровье Анке, и в 1863 году он принуждён был оставить университет; вскоре его назначили медицинским инспектором всех учреждений Императрицы Марии и в этой должности он пробыл до весны 1872 года, когда серьёзная болезнь заставила его окончательно отказаться от всяких занятий. Анке состоял членом многих русских и иностранных учёных обществ. Член МОИП (1834). Последний год жизни он провёл в крайней бедности и похоронен на средства своих друзей. По общему отзыву биографов, Анке всю жизнь трудился для других, практически ничего не оставив для себя.
Умер в Москве 17 (29) декабря 1872 года. Похоронен на Введенском кладбище — участок 3 (у М. Д. Артамонова указано отчество Борисович и место захоронения — участок 7).
Жена: Елизавета Ивановна, урождённая Джаксон (1814—1870).